# Cod ATC A08
Codul ATC A08 Medicația obezității, exclusiv produse dietetice este o parte a sistemului de clasificare anatomică, terapeutică și chimică a medicamentelor, un sistem dezvoltat de către Organizația Mondială a Sănătății (OMS) pentru clasificarea medicamentelor și a altor produse medicinale. Subgrupul A08 este o parte a grupului A Tract digestiv și metabolism.
Codurile pentru preparatele de uz veterinar sunt create prin alipirea literei Q în fața codului ATC corespunzător produsului pentru uz uman; de exemplu, QA08. Codurile ATCvet care nu au un cod ATC corespunzător produsului de uz uman sunt citate începând cu Q în lista următoare.

## A08A Medicația obezității, exclusiv produse dietetice

### A08AA Produse antiobezitate cu acțiune centrală
A 08 AA 01 Fentermină
A 08 AA 02 Fenfluramină
A 08 AA 03 Amfepramonă
A 08 AA 04 Dexfenfluramină
A 08 AA 05 Mazindol
A 08 AA 06 Etilamfetamină
A 08 AA 07 Hidroxianfetamină
A 08 AA 08 Clobenzorex
A 08 AA 09 Mefenorex
A 08 AA 10 Sibutramină
A 08 AA 11 Lorcaserină
A 08 AA 56 Efedrină, combinații
A 08 AA 62 Bupropionă și naltrexonă

### A08AB Produse antiobezitate cu acțiune perferică
A 08 AB 01 Orlistat
QA08AB90 Mitratapidă
QA08AB91 Dirlotapidă

### A08AX Alte produse antiobezitate
A 08 AX 01 Rimonabant
Notă: Produsele dietare sunt clasificare în grupa V06A.